# Vega de Toral

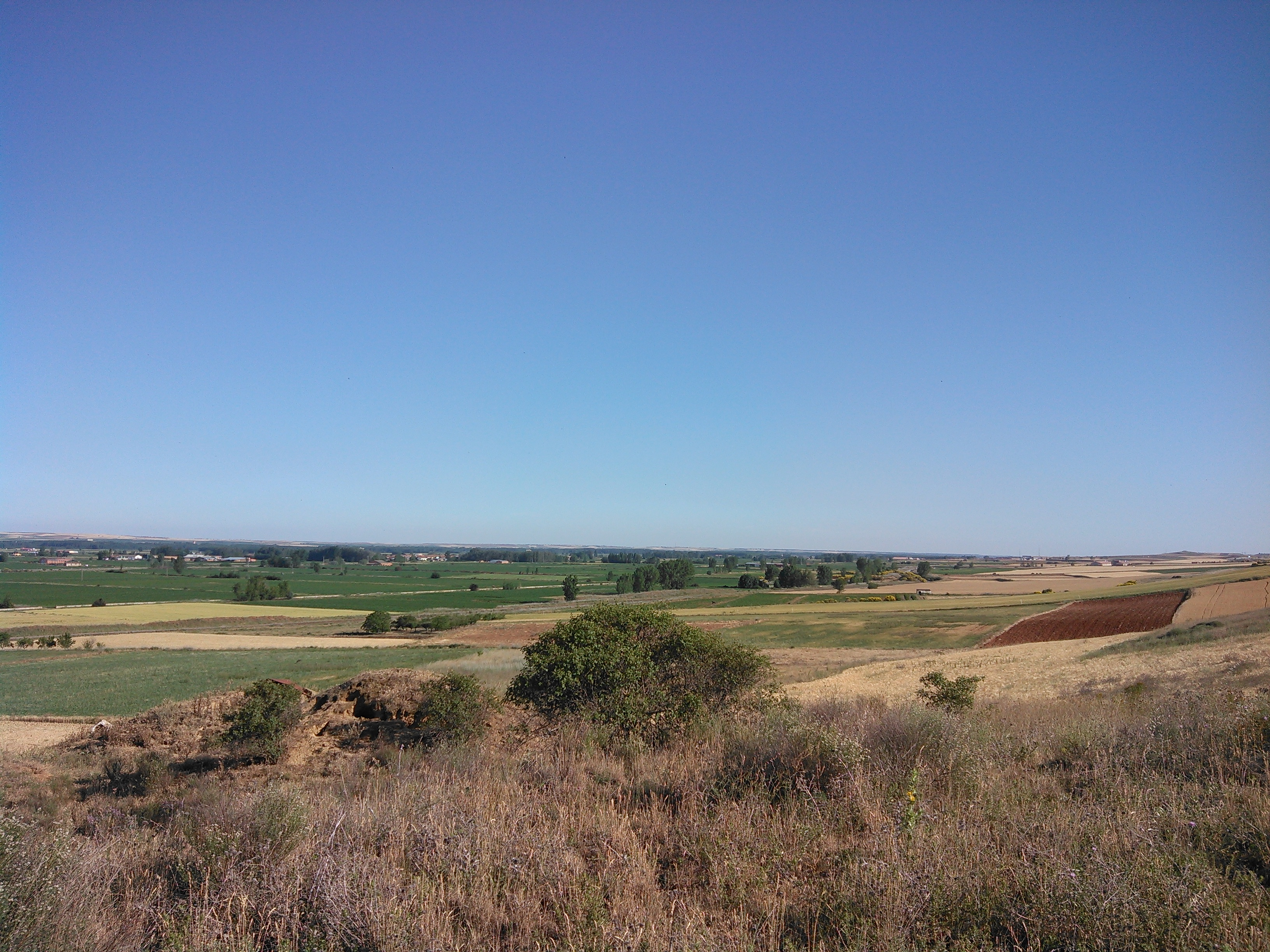
Paisaje de la Vega de Toral desde Villademor de la Vega.

La Vega de Toral es una comarca histórica española situada en la margen derecha del río Esla y atravesada por el canal del Esla. Sus límites no se corresponden a una división administrativa, sino a una demarcación histórico-tradicional y geográfica.
Está compuesta, de norte a sur, por el territorio de los actuales municipios leoneses de San Millán de los Caballeros, Villademor de la Vega, Toral de los Guzmanes, Algadefe, Villamandos, parte de Villaquejida, y Cimanes de la Vega, y los zamoranos de San Cristóbal de Entreviñas y Villanueva de Azoague. Recibe su nombre por Toral de los Guzmanes.

## Localidades
| - Algadefe - Bariones de la Vega - Cimanes de la Vega - Lordemanos - San Cristóbal de Entreviñas - San Miguel del Esla - San Millán de los Caballeros | - Santa Colomba de las Carabias - Toral de los Guzmanes - Villademor de la Vega - Villamandos - Villanueva de Azoague - Villaquejida - Villarrabines |